# Argentina sphyraena
Argentina sphyraena é uma espécie de peixe pertencente à família Argentinidae, comumente denominada argentina.
A autoridade científica da espécie é Linnaeus, tendo sido descrita no ano de 1758.

## Portugal
Encontra-se presente em Portugal, onde é uma espécie nativa. O seu nome mais comum, usado no Brasil, em Portugal e internacionalmente, é argentina.
É também conhecido por argentina-branca ou biqueirão-branco. Na Galiza, é chamado pião-de-altura.

## Descrição
Trata-se de uma espécie marinha. Atinge os 27 cm de comprimento total , com base de indivíduos de sexo indeterminado.